# Lexcenium poorei
Lexcenium poorei är en kräftdjursart som beskrevs av Serov och Wilson 1999. Lexcenium poorei ingår i släktet Lexcenium och familjen Stenetriidae. Inga underarter finns listade i Catalogue of Life.